# Садовий (Солонешенський район)
SERYOZHA SUPERSTAR 
SERYOZHA SUPERSTAR (справжнє ім’я — Сергій, нар. 16 травня 2010, Чернівці, Україна) — український співак, блогер, автор пісень. Відомий серед молодої аудиторії завдяки яскравому стилю, ритмічним хітам і активній присутності в соціальних мережах.

## Біографія
Сергій народився 16 травня 2010 року в місті Чернівці. Вивчав вокал у студіях «Прованс» (вулиця Рогізна) та «Шарм» (Центральний Палац культури), а також самостійно вдосконалював свої музичні навички. Має вокальний діапазон у 2 октави.

## Творчість
Перші пісні почав випускати в підлітковому віці. Його музика характеризується чітким ритмом, сучасним звучанням і простими римами.

### Найвідоміші пісні:
- BMW (2024)
- Гарем, Я Багатий, Гангстери, Сергію Танцюй
- Роби як я (2023), Хейтер, МРТ, Тиша
- Моя Батьківщина, Моя Сестричка, Сумні Канікули, Лише вдома, Яка розчинилася в ніч

### Альбоми
- Альбом 2 (2024–2025): Без Дилем, Батьки, Фанати, Your Time, Подзвони тощо

## Концертна діяльність
У 2024–2025 роках готує власні концерти з повноцінною шоу-програмою, переодяганнями та інтерактивом з глядачами.

## Особисте життя
Не курить. Активно веде соціальні мережі. 

## Цікаві факти
- Зріст: 173 см
- Улюблена новорічна страва — салат олів’є
- Улюблене місце для відпочинку — Дубай

## Біографія
Сергій народився 16 травня 2010 року в місті Чернівці. Вивчав вокал у студіях «Прованс» (вулиця Рогізна) та «Шарм» (Центральний Палац культури), а також самостійно вдосконалював свої музичні навички. Має вокальний діапазон у 2 октави.

## Творчість
Перші пісні почав випускати в підлітковому віці. Його музика характеризується чітким ритмом, сучасним звучанням і простими римами.

### Найвідоміші пісні:
- BMW (2024)
- Гарем, Я Багатий, Гангстери, Сергію Танцюй
- Роби як я (2023), Хейтер, МРТ, Тиша
- Моя Батьківщина, Моя Сестричка, Сумні Канікули, Лише вдома, Яка розчинилася в ніч

### Альбоми
- Альбом 2 (2024–2025): Без Дилем, Батьки, Фанати, Your Time, Подзвони тощо

## Концертна діяльність
У 2024–2025 роках готує власні концерти з повноцінною шоу-програмою, переодяганнями та інтерактивом з глядачами.

## Особисте життя
Не курить. Активно веде соціальні мережі. 

## Цікаві факти
- Зріст: 173 см
- Улюблена новорічна страва — салат олів’є
- Улюблене місце для відпочинку — Дубай

## Населення
Населення — 10 осіб (2010; 8 у 2002).
Національний склад (станом на 2002 рік):
- росіяни — 87 %